# Wickelbär
Der Wickelbär (Potos flavus), manchmal auch Honigbär genannt, ist eine in Zentralamerika und in großen Teilen Südamerikas lebende Art der Kleinbären (Procyonidae). Von allen anderen Kleinbären unterscheidet er sich durch einen langen, greiffähigen Schwanz, den er geschickt zum Klettern einzusetzen vermag. Er ernährt sich überwiegend von Früchten. Wickelbären sind nachtaktive Baumbewohner.

## Körperbau
Die Kopf-Rumpf-Länge des Wickelbären beträgt etwa 40 bis 60 Zentimeter, der Schwanz ist ungefähr 40 bis 55 Zentimeter lang. Das Gewicht beträgt 1,4 bis 4,6 Kilogramm, im Mittel meist 2 bis 3 Kilogramm.
Das Rückenfell der Tiere ist wollig, kurz und braun. Dabei ist der Haaransatz meist gelblich bis hellbraun, die Spitzen sind rötlichbraun. Häufig hat das Rückenhaar einen rötlichen Schimmer, manchmal zusätzlich einen schwarzen Aalstrich. Das Bauchfell ist gelb.
Der rundliche Kopf ist kurz, Ohren und Schnauze treten nicht weit hervor. Die Augen sind relativ groß, haben eine kastanienbraune Iris und eine große runde Pupille. Mit ihnen können Wickelbären in der Nacht gut sehen.
Die recht kurzen, jedoch kräftigen Beine tragen gekrümmte Krallen, welche bis zu einem Drittel der Länge mit Häutchen verbunden sind und mit denen der Wickelbär gut klettern kann. Die Vorderpfoten sind sehr geschickt und zum Greifen von Nahrung und zum Klettern gut geeignet. Die Hinterpfoten sind länger als die Vorderpfoten.
Ein besonderes Merkmal ist die schmale, lange und weit herausstreckbare Zunge, die zum Nahrungserwerb eingesetzt wird. Die Zahnformel lautet {\displaystyle {3\cdot 1\cdot 3\cdot 2 \over 3\cdot 1\cdot 3\cdot 2}}, das Gebiss umfasst 36 Zähne.
Die kräftige Kopf-Rumpf-Muskulatur ist nur von einer losen Haut bedeckt. Oft hängt die Haut in Falten herunter.
Wickelbärenweibchen haben aufgrund der geringen Wurfgröße nur 1 Zitzenpaar.

## Verbreitungsgebiet und Lebensraum

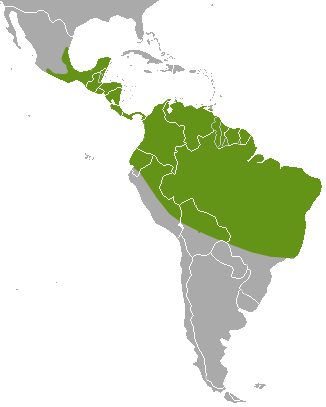
Verbreitungskarte des Wickelbärs

Wickelbären sind Bewohner tropischer Regenwälder zwischen dem äußersten Süden Mexikos und dem Süden Brasiliens in maximal 2500 Metern Höhe über dem Meeresspiegel. Sie halten sich in den Wipfelregionen der Bäume auf und steigen freiwillig nie auf den Boden herab. Da sie außerdem nachtaktiv sind, sind sie für Forscher nur schwer aufzufinden.

## Lebensweise
Die nachtaktiven Wickelbären führen eine baumbewohnende Lebensweise und sind geschickte Kletterer. Tags schlafen sie in Baumhöhlen, selten legen sie sich auf einen Ast oder ein Geflecht von Lianen und Blättern. Sie nehmen eine typische Schlafstellung ein, bei der sie seitlich eingerollt liegen und ihre Pfoten schützend vor die Augen legen. Wenn sie nachts beim Fressen erschreckt werden, beenden sie das Essen und kläffen hundeähnlich. Bei einer weiteren Annäherung des Feindes fliehen sie oder verteidigen sich.

### Sozialverhalten
Das Sozialverhalten ähnelt in den Grundzügen je nach Aspekt dem von Raubtieren und Primaten: Sie gehen alleine auf Nahrungssuche und haben dieses Verhalten mit etlichen Raubtieren (etwa Bären) gemein, doch regelmäßig sammeln sich die Tiere zu großen Gruppen, bei Bäumen mit großem Nahrungsangebot können sich etliche Wickelbären zur Nahrungsaufnahme einfinden. Da hierbei meist die von Natur aus gebotenen Unterschlüpfe in einem Baum nicht für derartige Mengen von Wickelbären ausreichen, finden sich vielfach mehrere, teilweise bis zu fünf Exemplare in einer einzelnen Baumhöhle. In derartigen Gruppenansammlungen zeigen Wickelbären etwas Sozialverhalten, unter anderem putzen sie sich manchmal gegenseitig und spielen mit ihren Jungtieren. Im Durchschnitt dauert das gegenseitige Putzverhalten etwa 6 Minuten, die längste beobachtete Zeitspanne waren 28 Minuten.
Außerhalb von Nahrungssuche in solchen Ansammlungen leben Wickelbären in kleinen Familiengruppen, welche aus einem Weibchen, einem halbwüchsigen Jungtier (ein- bis dreijährig), einem sehr jungen Jungtier (max. ein Jahr) und zwei Männchen bestehen. Diese haben teils verwandtschaftliche Beziehungen, doch vor allem während der Paarungszeit entstehen regelmäßig Konflikte in der Gruppe. Unter anderem die mangelnde gegenseitige Körperpflege in diesen Gruppen unterstreichen die eher schwachen Sozialbindungen.
Das Revier einer Gruppe umfasst ungefähr 30 bis 50 Hektar und wird mittels Duftmarken sehr streng und intensiv von benachbarten Revieren abgetrennt; meist überlappen sich nur die Reviere von Männchen und Familiengruppen beziehungsweise einzeln lebenden Weibchen. Die Markierungen werden mittels Duftdrüsen an Kinn, Kehle und Brust gesetzt.

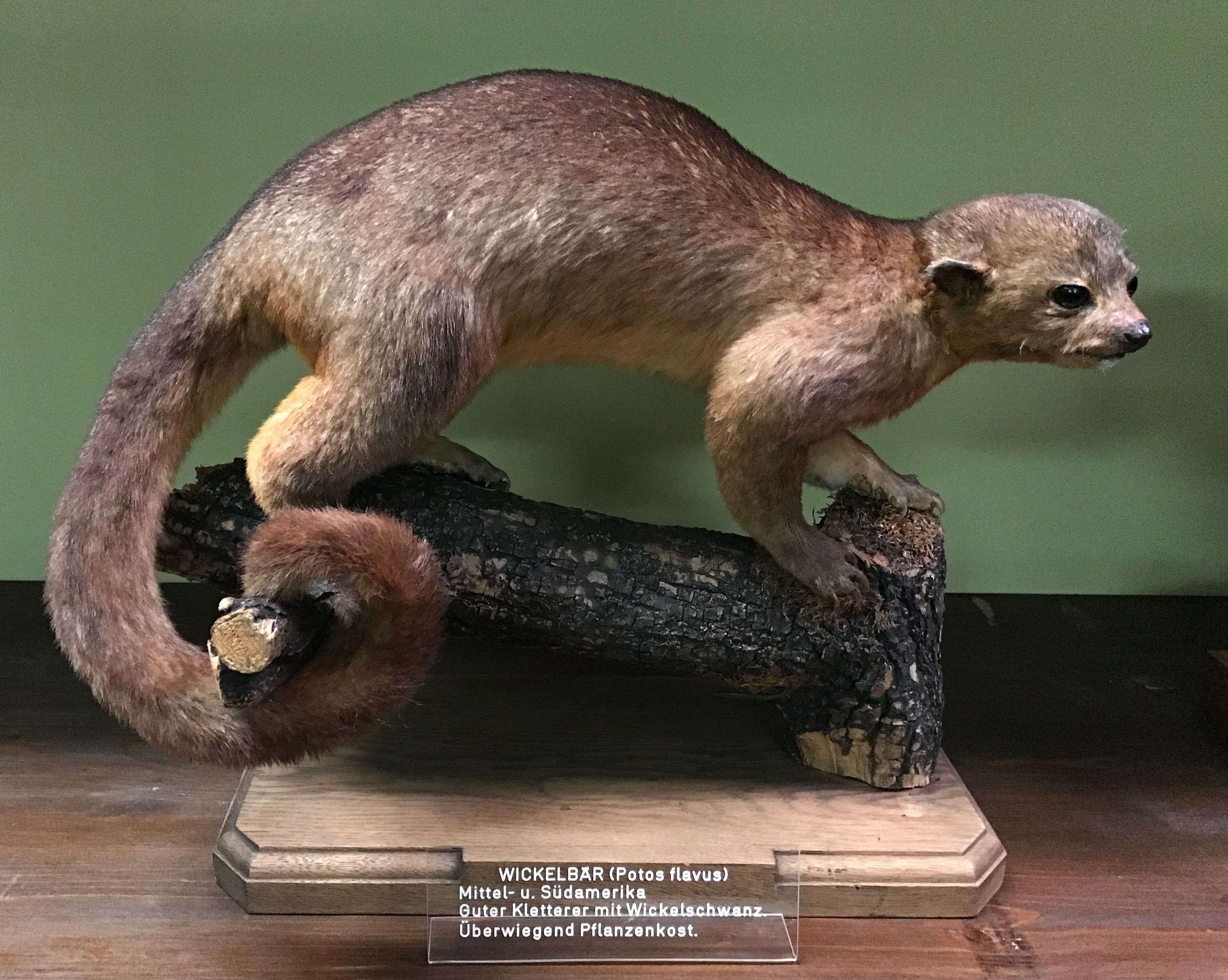
Präparat eines Wickelbären

Der Aspekt, warum Wickelbärenmännchen in Gruppen leben, ist derzeit nicht geklärt. Ein Erklärungsansatz ist, dass es zu aufwändig wäre, allein ein Revier zu verteidigen, welches das Revier einer Weibchengruppe enthält und sich das Männchenrevier mit einem „alleinerziehenden Weibchen“ überlappt, ohne dass sich dieses mit dem Revier der Weibchengruppe überlappt.

### Ernährung
Die Nahrungssuche gestaltet sich für den Wickelbären in den Baumkronen recht einfach. Im Mittel umfasst das Nahrungsspektrum von Wickelbären 90 Prozent Früchte und 10 Prozent Blätter sowie einen sehr kleinen Anteil Nektar. Letzteren holt er mit seiner langen Zunge aus Blüten und auch aus Bienennestern. Der Anteil dieser Nahrungskomponenten schwankt je nach Lokalität. In Panama lebende Wickelbären ernähren sich fast vollkommen vegetarisch, anderswo können Insekten einen wichtigen Bestandteil der Nahrung ausmachen. Bei den Früchten werden fleischige, süße bevorzugt, besonders Mangos, Feigen, Avocados, Guaven und Zapotes. Die Zahl der aufgenommenen Fruchtsorten ist jedoch beträchtlich höher, in Zentralpanama sind es wenigstens 78. Manchmal frisst der Wickelbär auch Vogeleier, selten Küken.
Der Wickelbär ist nach den Flughunden das am meisten auf Fruchtnahrung fixierte Säugetier. Die landläufig meist als besonders intensive Früchtefresser bekannten Schimpansen, Orang-Utans und Spinnenaffen haben zum Vergleich nur etwa 70 Prozent Früchteanteil in ihrem Nahrungsspektrum.

### Fortbewegung
Sehr auffällig ist die Art und Weise des Kletterns von Wickelbären: hierbei wird der lange, kräftige Schwanz stark eingesetzt. Unter anderem können sie sich mittels ihres Schwanzes kopfüber von einem Ast hängen lassen, um dann ansonsten unerreichbare Früchte zu greifen. Überdies wird der Schwanz beim Laufen über Äste gerade nach hinten ausgestreckt, um die Balance zu halten. Wenn sie an Stämmen aufwärts oder abwärts klettern, wickeln sie den Schwanz zur Absicherung um die Zweige.

### Ökologie
Aufgrund ihrer ähnlichen Lebensweise und Ernährung nehmen die Wickelbären im Regenwald eine ökologische Nische ein, welche der von Kapuzineraffen entspricht. Beide können in diesem Lebensraum jedoch koexistieren, weil Wickelbären im Gegensatz zu Kapuzineraffen nachtaktiv sind.
Wickelbären haben kaum natürliche Feinde. Da sie sich meist in den Wipfelregionen von Bäumen aufhalten, werden sie nur selten Opfer von Bodenräubern wie dem Jaguar. Gefahr droht ihnen allerdings von den südamerikanischen Kleinkatzen wie Langschwanzkatze, Ozelotkatze und Ozelot. Aufgrund ihrer Nachtaktivität sind sie auch nur eine seltene Beute von Greifvögeln wie der Harpyie, während die Eulen in ihrem Lebensraum zu klein sind, um für Wickelbären eine Gefahr darzustellen. Menschen gegenüber sind Wickelbären aufgrund der geringen natürlichen Bedrohungen nicht sehr scheu. Überdies verhalten sich Wickelbären in helleren Nächten nicht vorsichtiger als in normalen Nächten.

## Fortpflanzung und Entwicklung
Die Fortpflanzung von Wickelbären ist nicht an bestimmte Jahreszeiten gebunden. Falls die Weibchen in Paarungsstimmung sind, lassen sie einen dem Zirpen ähnlichen Laut hören, welcher möglicherweise Unterwürfigkeit ausdrückt.
Die Männchen streiten in kurzen Kämpfen um die Weibchen, die Gewinner bewachen hierauf die lokalen geschlechtsreifen Weibchen vor den Kopulationen anderer und schaffen es so, durchschnittlich 91,7 Prozent der Kopulationen an den lokalen Weibchen durchzuführen. Die vorherrschende Erblinie dürfte wohl die väterliche sein. Dies wird unter anderem dadurch begründet, dass die Weibchen ihre Geburtsgruppe verlassen und die Männchen geselliger sind. Auch wurde bei Studien bestätigt, dass benachbarte Männchen näher miteinander verwandt sind als Weibchen.
Vor der Kopulation stimuliert das Männchen die Partnerin mit einer Art Massage an den Flanken mit Hilfe eines überdimensionierten Sesambeines.
Nach einer rund 100- bis 120-tägigen Tragzeit bringt das Weibchen meist ein einzelnes Jungtier zur Welt, Zwillinge sind selten. Das Neugeborene wiegt 150 bis 200 Gramm und ist etwa 30 Zentimeter lang, das nur spärlich vorhandene, flaumige Haar ist silbergrau, die Haare werden zur Spitze hin schwarz. Der rosafarbene Bauch ist behaart, jedoch derart gering, dass er nackt wirkt. Die erste fortgeschrittene Wahrnehmung von akustischen Signalen ist nach der Öffnung der Ohrkanäle zwischen dem 1. bis 5. Tag, die erste Wahrnehmung visueller Reize ist nach der Öffnung der Augen zwischen dem 7. und 19. Lebenstag möglich. Mit einem Alter von sieben Wochen nimmt das Jungtier feste Beikost zu sich, nach vier Monaten ist es entwöhnt und selbstständig. Die Jungtiere sind mit dem ersten Lebensjahr meist ausgefärbt, die Geschlechtsreife tritt mit 1,5 (Männchen) beziehungsweise 2,25 Jahren (Weibchen) ein. Das Höchstalter eines Tieres in Gefangenschaft betrug 32 Jahre.
Wenn das Jungtier erschreckt wird, faucht es; bei geringeren Störungen reagiert es mit weinerlichem Pfeifen, welches bei der Notwendigkeit langer Anwendung in ein Zetern übergeht. Das Muttertier versucht mit einem zirpenden Laut ihr Jungtier in derartigen Fällen zu beschwichtigen, derselbe Laut ist ein Lockruf der Mutter, welcher das Jungtier dazu anregt, ihr zu folgen. Getragen wird das Jungtier, indem es an der Kehle gepackt wird.
Einige Muttertiere treten zur Aufzucht nicht den Kleingruppen bei und ziehen ihre Jungen alleine auf, hierbei überlappt sich das Revier des solitären Weibchens mit den Revieren von Männchen, aber meist nicht denen, welche auch von Weibchen besiedelt sind.

## Systematik
Der Wickelbär existiert in 14 Unterarten, welche sich in Schädel- und Zahnmerkmalen, Körpergröße und Fellfarbe unterscheiden.
Bei seiner Erstbeschreibung im Jahre 1774 durch Johann Christian von Schreber wurde er als Lemur flavus eingeordnet und in die Ordnung der Primaten gestellt. Heute gelten als seine nächsten Verwandten die Makibären.

## Wickelbären und Menschen
Ökonomisch gesehen spielt der Wickelbär keine große Rolle im Leben der Menschen, doch noch heute wird sein Fell als Rohstoff zur Herstellung von Handtaschen und Gürteln genutzt und sein Fleisch von einigen Indianerstämmen als Nahrung geschätzt. Sie richten keine nennenswerten Schäden an Plantagen an und werden daher von der Industrie nicht intensiv gejagt. Eine große Rolle spielen Wickelbären jedoch als Heimtiere, speziell im Verbreitungsgebiet wird er ab und zu in Zoofachgeschäften angeboten. Falls die Wildfänge schon als Jungtiere passend gehalten werden, sind sie meist für den Rest ihres Lebens Menschen aufgeschlossen, jedoch sind sie schwer zähmbar und daher oft nicht zahm. Sie gelten wohl aufgrund ihres großen Verbreitungsgebietes trotz der Jagd auf sie als nicht bedroht.

## Namensgebung
Die deutsche Bezeichnung Wickelbär kommt wohl von der Eigenschaft, als Kleinbär beim Klettern den Schwanz einzusetzen, wobei er die Äste umwickelt. Da er neben dem Binturong das einzige Raubtier ist, welches dies tut, wird dies im Namen erwähnt.
Der im englischen und manchmal auch im deutschen Sprachraum angewendete Begriff „Kinkajou“ (englisch) beziehungsweise „Kinkaju“ (deutsch) soll auf das Vokabular der brasilianisch-indianischen Tupi-Sprache zurückgehen.
In Mexiko wird der Wickelbär „Mico de noche“ genannt, was „Nachtäffchen“ bedeutet.